# Medelnicer
Medelnicer (del eslavo medelnitsa, un lavamanos de cobre) fue un rango o cargo administrativo cortesano de los principados de Valaquia y Moldavia. 
Era el escudero que vertía agua para que el señor se lavara las manos, ponía sal en su comida y servía sus alimentos. En el siglo XVI, el Gran Medelnicer era miembro del consejo real. 